# Friedrich Wilhelm Ladislaus Tarnowski
Friedrich Wilhelm Ladislaus Tarnowski (ur. 26 kwietnia 1811 r. we Wrocławiu; zm. 16 kwietnia 1847 r. w Pradze) – niemiecki pisarz i dziennikarz.

## Życiorys
Uczęszczał we Wrocławiu do gimnazjum Matthias. Później mieszkał także w Lipsku, Leitmeritz i Pradze. W czasie pobytu we Wrocławiu używał pseudonimu literackiego "Schmidt", a być może również "Gottfried Schulze", zaś będąc w Pradze korzystał z ostatniego imienia w formie niemieckiej: Ladislaw, bądź polskiej: Władysław i nazwiska Tarnowski. Pisał utwory historyczne, zwłaszcza nowele.
Tarnowski odznaczał się małym wzrostem.

## Dorobek literacki
- "Kreuz und Halbmond. Eine spanische Novelle aus dem 13. Jahrhundert",                                          <Krzyż i półksiężyc. Hiszpańska nowela z XIII wieku>, 1838;
- "Vorstinberg und Fürstenstein. Novelle aus Schlesiens Vorzeit",                                                                 <Vorstinberg i Fürstenstein. Nowela z przeszłości Śląska>, 1839;
- "Die Schlacht auf dem Marchfelde. Historische Erzählung aus Österreich's Vorzeit",                                     <Bitwa na Marchfelde. Opowiadanie historyczne z  przeszłości Austrii>, 1839;
- "Menschen und Zeiten. In novellistische Rahmen gefasst.",                                                             <Ludzie i czasy. Uchwyceni w ramy noweli.> (3 Bde.), Meyer Braunschweig 1840;
- "Napoleon und die Philadelphen. Ein Roman aus den Kriegsjahren 1806 bis 1809",                                  <Napoleon i Philadelphen. Powieść wojenna z lat 1806-1809>, 1841;
- "Die Blutrosen von Augsburg. Ein deutscher Volksroman",                                                           <Krwawe róże z Augsburga. Niemiecka opowieść ludowa", 1842;
- "Die Makkabäer. Ein geschichtlicher Emancipations-Roman aus dem Morgenlande",                           <Machabejka. Historyczna powieść emancypacyjna z krain wschodu> (w 2 tomach), Verlags-Comptoir Grimma, 1842;
- "Küchenknecht und Viscountess. Eine historische Novelle",                                                         <Parobek kuchenny i wicehrabina. Nowela historyczna>, 1843;
- "Criminalgeschichten nach wahren Begebenheiten - in Novellenform dargestellt",                                        <Historie kryminalne o prawdziwych zdarzeniach - w formie nowel>, Fort Leipzig 1843.